# يوسف رمضان باي
يوسف رمضان باي (بالتركية: Yusuf Ramazan Bay)‏ هو لاعب كرة الريشة تركي، ولد في 6 فبراير 1995.

## وصلات خارجية
- يوسف رمضان باي على موقع BWF.tournamentsoftware.com (الإنجليزية)
- يوسف رمضان باي على موقع BWFbadminton.com (الإنجليزية)